# Cinnyris
Cinnyris Cuvier, 1816 è un genere di uccelli passeriformi della famiglia Nectariniidae.

## Tassonomia
Comprende le seguenti specie:

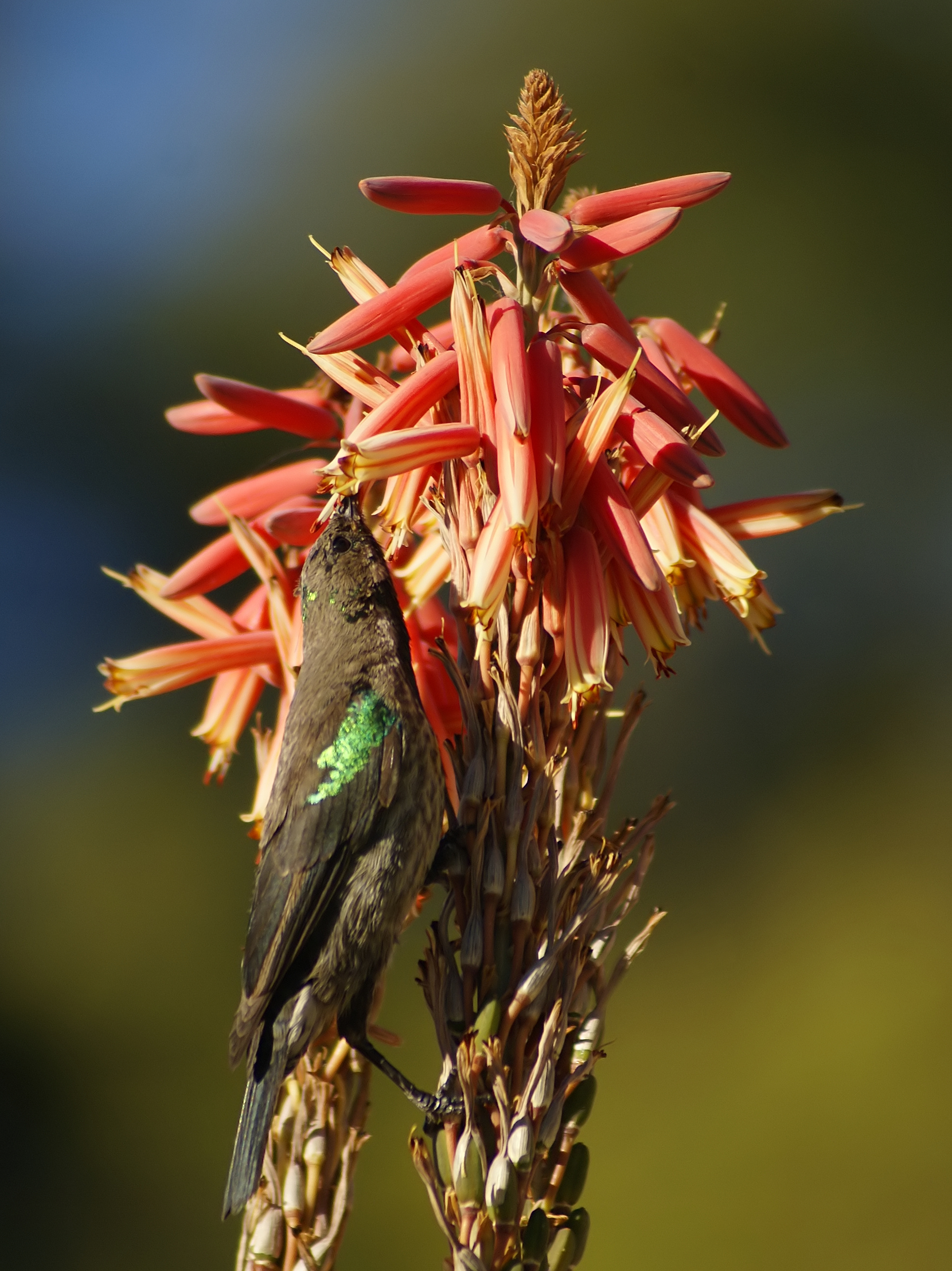
Nettarinia di Mariqua
(Cinnyris mariquensis)

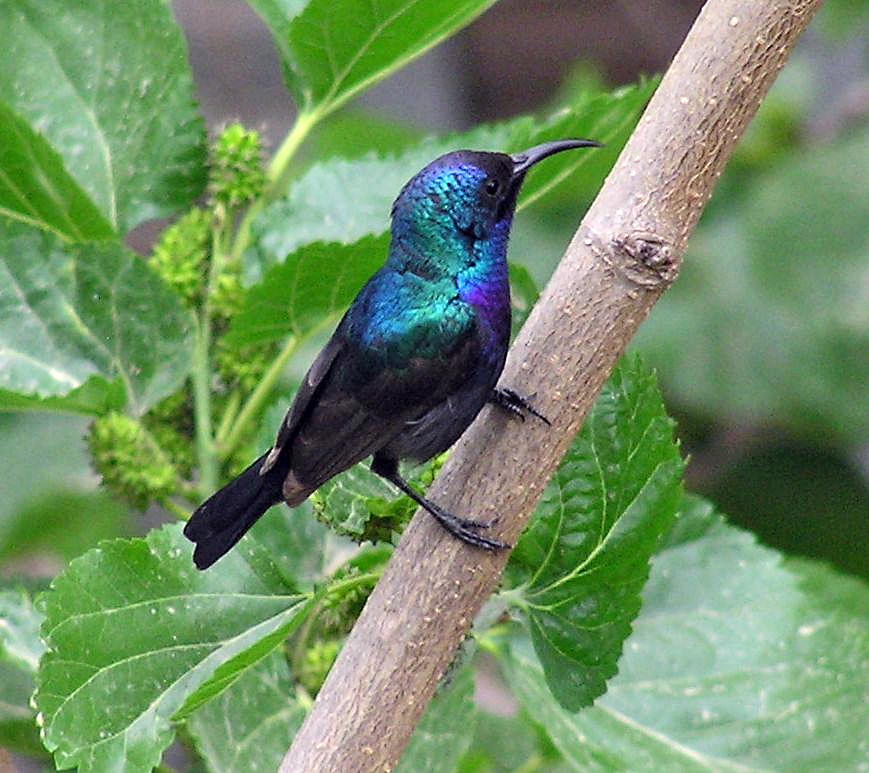
Nettarinia della Palestina
(Cinnyris osea)

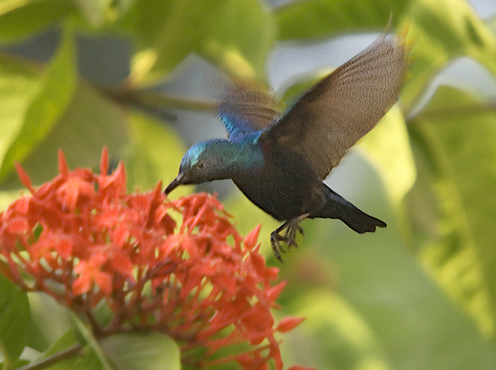
Nettarinia purpurea
(Cinnyris asiaticus)

- Cinnyris chloropygius (Jardine, 1842) - nettarinia ventreoliva
- Cinnyris minullus Reichenow, 1899 - nettarinia minuta
- Cinnyris manoensis Reichenow, 1907 - nettarinia del miombo orientale
- Cinnyris gertrudis - Grote, 1926 - nettarinia del miombo occidentale
- Cinnyris chalybeus (Linnaeus, 1766) - nettarinia piccola dal doppio collare
- Cinnyris neergaardi Grant, 1908 - nettarinia di Neergaard
- Cinnyris stuhlmanni Reichenow, 1893 - nettarinia di Stuhlmann
- Cinnyris whytei Benson, 1948 - nettarinia di Whyte
- Cinnyris prigoginei Macdonald, 1958 - nettarinia di Prigogine
- Cinnyris ludovicensis (Barboza du Bocage, 1868) - nettarinia duecollari montana
- Cinnyris reichenowi Sharpe, 1891 - nettarinia settentrionale dal doppio collare
- Cinnyris afer (Linnaeus, 1766) - nettarinia maggiore dal doppio collare
- Cinnyris regius Reichenow, 1893 - nettarinia reale
- Cinnyris rockefelleri Chapin, 1932 - nettarinia di Rockefeller
- Cinnyris mediocris Shelley, 1885 - nettarinia orientale dal doppio collare
- Cinnyris usambaricus Grote, 1922 - nettarinia degli Usambara
- Cinnyris fuelleborni Reichenow, 1899 - nettarinia doppiocollare di foresta
- Cinnyris moreaui W.L.Sclater, 1933 - nettarinia di Moreau
- Cinnyris loveridgei Hartert, 1922 - nettarinia di Loveridge
- Cinnyris pulchellus (Linnaeus, 1766) - nettarinia multicolore
- Cinnyris mariquensis A.Smith, 1836 - nettarinia di Mariqua
- Cinnyris shelleyi Alexander, 1899 - nettarinia di Shelley
- Cinnyris hofmanni Reichenow, 1915 - nettarinia di Hofmann
- Cinnyris congensis (van Oort, 1910) - nettarinia ventrenero del Congo
- Cinnyris erythrocercus (Hartlaub, 1857) - nettarinia codarossa
- Cinnyris nectarinioides Richmond, 1897 - nettarinia pancianera
- Cinnyris bifasciatus (Shaw, 1812) - nettarinia bifasciata
- Cinnyris tsavoensis van Someren, 1922 - nettarinia dello Tsavo
- Cinnyris chalcomelas Reichenow, 1905 - nettarinia pettovioletto
- Cinnyris pembae Reichenow, 1905 - nettarinia di Pemba
- Cinnyris bouvieri Shelley, 1877 - nettarinia di Bouvier
- Cinnyris osea Bonaparte, 1856 - nettarinia della Palestina
- Cinnyris habessinicus (Hemprich & Ehrenberg, 1828) - nettarinia risplendente
- Cinnyris coccinigastrus (Latham, 1802) - nettarinia splendida
- Cinnyris johannae J.Verreaux & E.Verreaux, 1851 - nettarinia della signora Verreaux
- Cinnyris superbus (Shaw, 1812) - nettarinia superba
- Cinnyris rufipennis (Jensen, 1983) - nettarinia alirugginose
- Cinnyris oustaleti (Barboza du Bocage, 1878) - nettarinia ventrebianco di Oustalet
- Cinnyris talatala A.Smith, 1836 - nettarinia ventrebianco meridionale
- Cinnyris venustus (Shaw, 1799) - nettarinia variabile
- Cinnyris fuscus Vieillot, 1819 - nettarinia fosca
- Cinnyris ursulae (Alexander, 1903) - nettarinia di Fernando Po
- Cinnyris batesi Ogilvie-Grant, 1908 - nettarinia di Bates
- Cinnyris cupreus (Shaw, 1812) - nettarinia cuprea
- Cinnyris asiaticus (Latham, 1790) - nettarinia purpurea
- Cinnyris jugularis (Linnaeus, 1766) - nettarinia ventregiallo
- Cinnyris buettikoferi Hartert, 1896 - nettarinia di Sumba
- Cinnyris solaris (Temminck, 1825) - nettarinia di Timor
- Cinnyris sovimanga (J.F.Gmelin, 1788) - nettarinia di Souimanga
- Cinnyris abbotti Ridgway, 1894 - nettarinia di Abbott
- Cinnyris notatus (Statius Müller, 1776) - nettarinia marcata
- Cinnyris dussumieri (Hartlaub, 1861) - nettarinia delle Seychelles
- Cinnyris humbloti Milne-Edwards & Oustalet, 1885 - nettarinia di Humblot
- Cinnyris comorensis W.Peters, 1864 - nettarinia di Anjouan
- Cinnyris coquerellii (Hartlaub, 1860) - nettarinia delle Mayotte
- Cinnyris lotenius (Linnaeus, 1766) - nettarinia di Loten